# Club Atlético Angelópolis
El Club Atlético Angelópolis fue un equipo de fútbol profesional que participaba en la Serie B de México. Fundado en 2020 tiene su sede en Puebla de Zaragoza, Puebla. Disputaba sus partidos como local en la Unidad Deportiva Mario Vázquez Raña.

## Historia
El equipo fue fundado el 5 de octubre de 2020 bajo el nombre Atlético Rivadavia debido a que en sus inicios buscaba representar únicamente a la ciudad de Cholula de Rivadavia, perteneciente a la Zona metropolitana de Puebla-Tlaxcala. En abril de 2021 se afilió a la Liga Mexicana Premier Asociación, un circuito futbolístico paralelo a los organizados por la FMF.
En junio de 2022 el equipo inició trámites para afiliarse a la FMF, además, pasó a ser llamado Club Atlético Angelópolis para representar a toda la zona metropolitana de Puebla y buscar convertirse en el segundo equipo de la ciudad luego de la desaparición de los Lobos BUAP en 2019. El 1 de julio el club fue aceptado en la Segunda División de México, siendo colocado en la Serie B de dicha categoría.
El equipo debutó oficialmente el 26 de agosto de 2022, siendo derrotado por el T'hó Mayas Fútbol Club con un marcador de 2-0. Durante su primer torneo el club únicamente pudo sumar un punto el cual fue conseguido en la jornada 10 cuando igualó por 1-1 ante el Club Deportivo Avispones de Chilpancingo. La primera victoria del club llegó hasta la jornada 5 del Clausura 2023 cuando el Angelópolis derrotó por 1-0 a Alebrijes de Oaxaca "B".
Para la temporada 2023-24 el equipo no tomó parte en ninguna competición profesional del fútbol mexicano.

## Temporadas
| Temporada     | División          | Posición |
| ------------- | ----------------- | -------- |
| Apertura 2022 | 4.Segunda Serie B | 11o.     |
| Clausura 2023 | 4.Segunda Serie B | 9o.      |